# 松元宏
松元 宏（まつもと ひろし、1938年 - ）は、日本の歴史学者、経済学者。近現代日本経済史専攻。横浜国立大学名誉教授・元副学長。

## 人物・経歴
宮崎県生まれ。1964年一橋大学経済学部卒業。1970年一橋大学大学院経済学研究科博士課程単位取得退学。三井文庫研究員を経て、1974年横浜国立大学経済学部助教授。1981年同教授、経済学博士。1990年附属貿易文献資料センター長。1994年経済学部長。1998年学生部長。1999年副学長。2002年まで評議員を務め、2004年横浜国立大学名誉教授。政治経済学・経済史学会理事、小山町史編纂事業委員、大磯町史編纂委員、御殿場市史編さん専門委員等も務めた。

## 著作

### 単著
- 『三井財閥の研究』（吉川弘文館、1979年）

### 共著
- （永原慶二・中村政則・西田美昭）『日本地主制の構成と段階』（東京大学出版会、1972年）

### 編著
- 『近江日野商人の研究 : 山中兵右衞門家の経営と事業』（日本経済評論社、2010年）